# Basilisco (criatura mitológica)
El basilisco (del latín basiliscus, y este del griego βασιλίσκος basilískos: 'pequeño rey') era un ser fabuloso creado por la mitología griega que se describía como una serpiente gigante cargada de veneno letal y que podía matar con la simple mirada, que consideraban el rey de las serpientes. Posteriormente se lo ha representado de diversas maneras siempre con características reptilianas.
En el siglo VIII, el basilisco era considerado una serpiente dotada de una cresta con forma de corona o mitra en su cabeza, siendo el animal en sí de tamaño variado.
Poseía una marca blanca en la cabeza que se asemeja a una diadema.
Su influencia era tan nociva que su aliento marchitaba la flora del entorno y resquebrajaba las piedras.
Isidoro de Sevilla definió al basilisco como el rey de las serpientes, debido a su mirada letal y a su aliento venenoso.

## Características generales

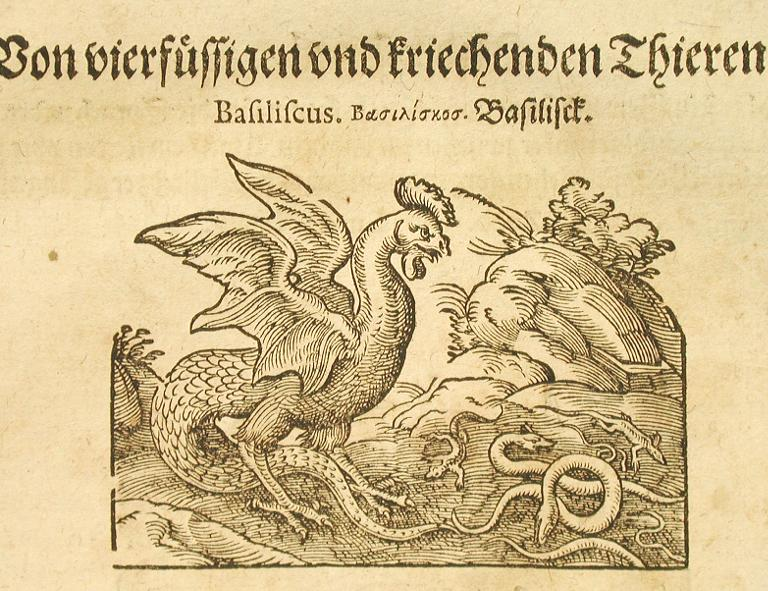
Basilisco, xilografía de Jost Amman. Historia natural de animales ficticios (1584).

### Nacimiento
Según recoge Pierre de Beauvais en su Bestiario de 1206, nace a partir de un huevo deforme, puesto por un gallo o una gallina al llegar este a la edad de 7 años, incubado por un sapo durante 9 años.
Por lo tanto al nacer guarda todas las características de sus progenitores, cabeza de gallo, cola de serpiente y cuerpo de sapo.
Beda el Venerable fue el primero en asentar la leyenda del nacimiento del basilisco de un huevo de gallo empollado por un sapo en un nido hecho de estiércol.
La más aceptada, es que nace de un huevo puesto por un gallo e incubado por una serpiente y se dice que nace con cuerpo de gallo, lengua de serpiente y cresta.
Teófilo Presbítero da una larga receta en su libro para crear un basilisco a fin de usarlo para convertir cobre en "oro español" (de auro hyspanico).
En la Edad Media, pasa a ser un gallo con cuatro patas, plumas amarillas, grandes alas espinosas y cola de serpiente, que podía terminar en garfio, cabeza de serpiente o en otra cabeza de gallo.
Hay versiones de esta criatura mitológica con ocho patas y escamas en vez de plumas.

### Forma y estilo de vida
El basilisco vive en el desierto que él mismo crea al romper piedras y quemar el pasto.
Esto sucede ya que el Basilisco exhala fuego, seca las plantas y envenena las aguas.
Según Plinio el Viejo en su Naturalis Historia, el basilisco era oriundo de Cirene, y no medía más de 20 dedos de longitud.

### Formas de matar al Basilisco
Su característica es su capacidad de matar con su mirada.
Los métodos seguros de matarlo era con el canto del gallo, que aterrorizaba al basilisco o con su principal enemigo, la comadreja, que era el único animal capaz de vencerle con su olor, pero moría en el intento.
Alexander Neckam fue el primero en especular que esta criatura no mataba con la mirada, sino por la «corrupción del aire» que su aliento generaba, una teoría también desarrollada por Pietro d'Abano.
Se dice que quien mirara a los ojos de un basilisco, moriría y si lo veía por un reflejo quedaría petrificado.
Si en cambio el Basilisco se veía reflejado en un espejo, se mataba a sí mismo.
Por esta razón, se recomendaba llevar un espejo.
La leyenda dice que Alejandro Magno mató a uno de esta forma.
Se dice que un caballero fue en busca de basiliscos, porque había una plaga en su país, entonces se colocó una armadura de espejos y así mató a todos los basiliscos. Luego, lo nombraron el caballero de los espejos.

## Evolución e historia de la figura del basilisco

### Edad Antigua

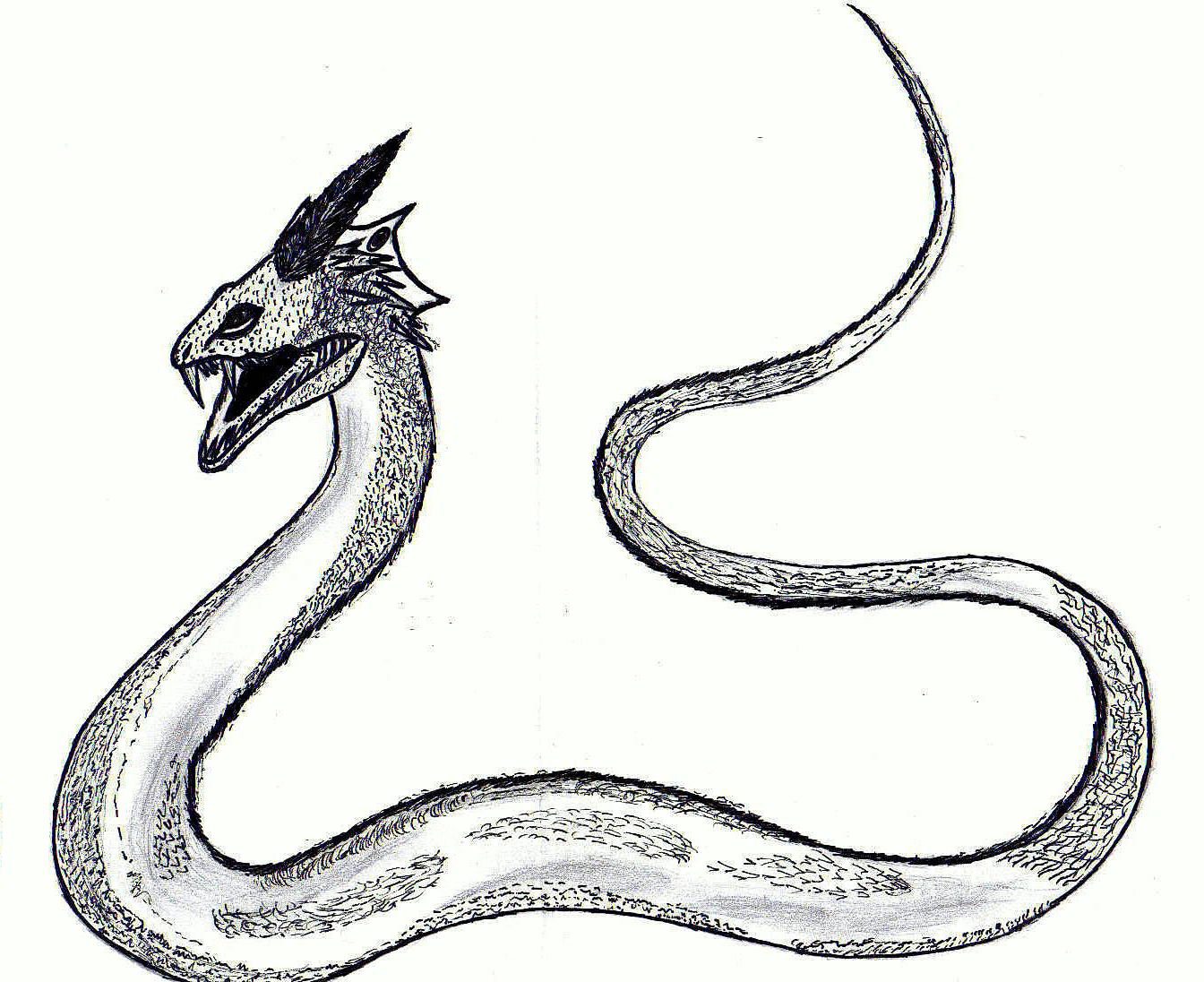
Representación de un basilisco como se describía en la Antigüedad.

Como la mayoría de las bestias mitológicas, el origen del basilisco se pierde en el tiempo.
Las culturas antiguas dejaron claras muestras de la creencia en su existencia.
Los egipcios creían que el basilisco nacía de los huevos de Ibis.
Hasta el siglo I d. C., es visto como una serpiente excepcionalmente dañina, pero físicamente no difieren mucho de otros ofidios. Es importante reseñar que los conocimientos de zoología permitieron que la mayoría de la gente, incluyendo élites y eruditos, creyeran en esta clase de criaturas hasta bien entrado el siglo XVIII.
En Naturalis Historia se describe al basilisco de Cirene como una pequeña serpiente (de no más de doce dedos de longitud) con tanto veneno que iba dejando un reguero tras su rastro, y que era capaz de matar con la mirada.
En la tradición grecolatina se distingue claramente entre el basilisco y el catoblepas, cuadrúpedo de pesada cabeza que mata al que mira sus ojos, y al que citan, entre otros, Claudio Eliano, Ateneo y Arquelao entre los griegos, y entre los latinos Plinio el Viejo, Cayo Julio Solino y Pomponio Mela.
Plinio el Viejo hace probablemente sea la mención más famosa de la bestia en su Historia Natural, repetida hasta la saciedad por autores posteriores, muchas veces malinterpretada o tergiversada.[cita requerida]
Otros autores que lo citan son Marco Anneo Lucano o el médico Dioscórides.
Solino y Claudio Eliano hablan del monstruo en el siglo III.
Arnobio y Aecio en el V. Aeliano introduce al gallo en el mito, detalle que crecerá en importancia hasta el punto de modificar enormemente a la criatura en la Edad Media.

### Edad Media

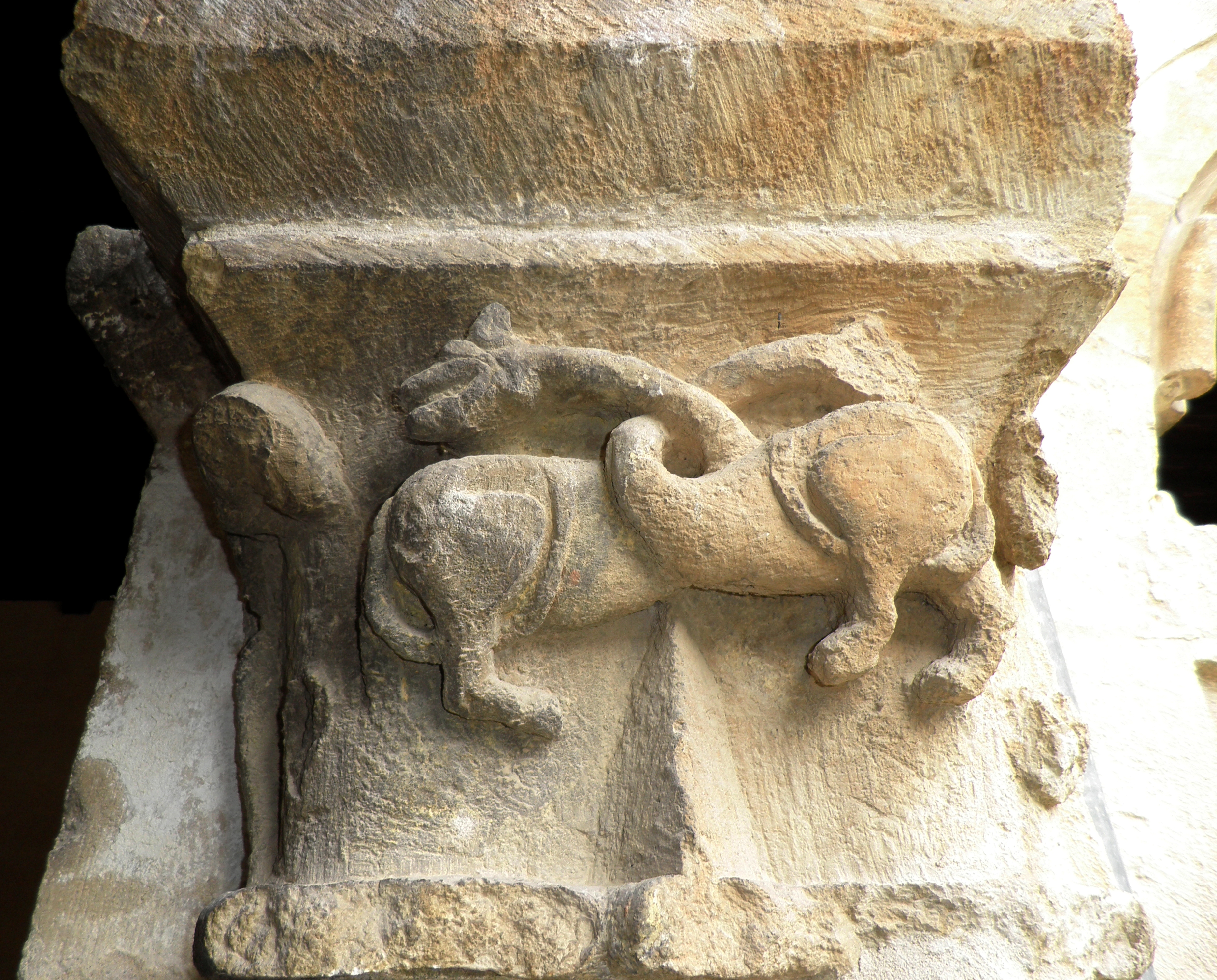
Dos basiliscos cruzando sus cuellos en un capitel del.

A lo largo de la Edad Media, en Europa son comunes los bestiarios, la mayoría copias adulteradas.
Isidoro de Sevilla copia a Plinio el Viejo con modificaciones propias en el siglo VII, muy limitado en toda Europa y que hará que el conocimiento clásico se diluya tras una niebla de fuentes secundarias y malas traducciones, uniendo al basilisco con otros seres  el catoblepas o la cocatriz.
Antes del siglo X ya nos encontramos con leyendas de basiliscos europeos, un animal que en la antigüedad era exclusivo de Libia, a excepción de unas pocas historias apócrifas.
En el mundo musulmán también se observa esta utilización de las fuentes clásicas.
En 1230 Bartolomé Glanvilla, conocido como Anglico, publicó De Proprietatibus rerum, la Historia Natural más popular del Renacimiento.
En él se configura el mito medieval en su plenitud, su nacimiento y evolución, propiedades y forma de darle muerte.
Esta información, junto a diversas leyendas de sucesos que van acaeciendo por Europa, son recogidas por múltiples autores, como Vicente Beauvais o Tomás de Aquino.

### Edad Moderna y Contemporánea

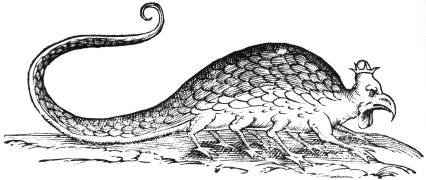
Imagen de un basilisco, procedente de «Monstrorum historia» (1642), de Ulisse Aldrovandi

Con el Renacimiento y la aparición de las primeras luces de la razón, el enfoque de las ciencias naturales va tornándose más científico, y los conocimientos sobre los seres vivos se plantean de una manera más crítica.
Durante el siglo XVI se acepta ampliamente la existencia del basilisco y lo verídico de sus propiedades, por lo que sabios y doctores se dedicaban a filosofar sobre el por qué de su veneno visual o la lógica por esta bestia.
En la Enciclopedia de Aldrovandi se observa el grabado de un basilisco disecado, una falsificación común en la época que se fabricaba con los cuerpos de un pez ángel y una raya.

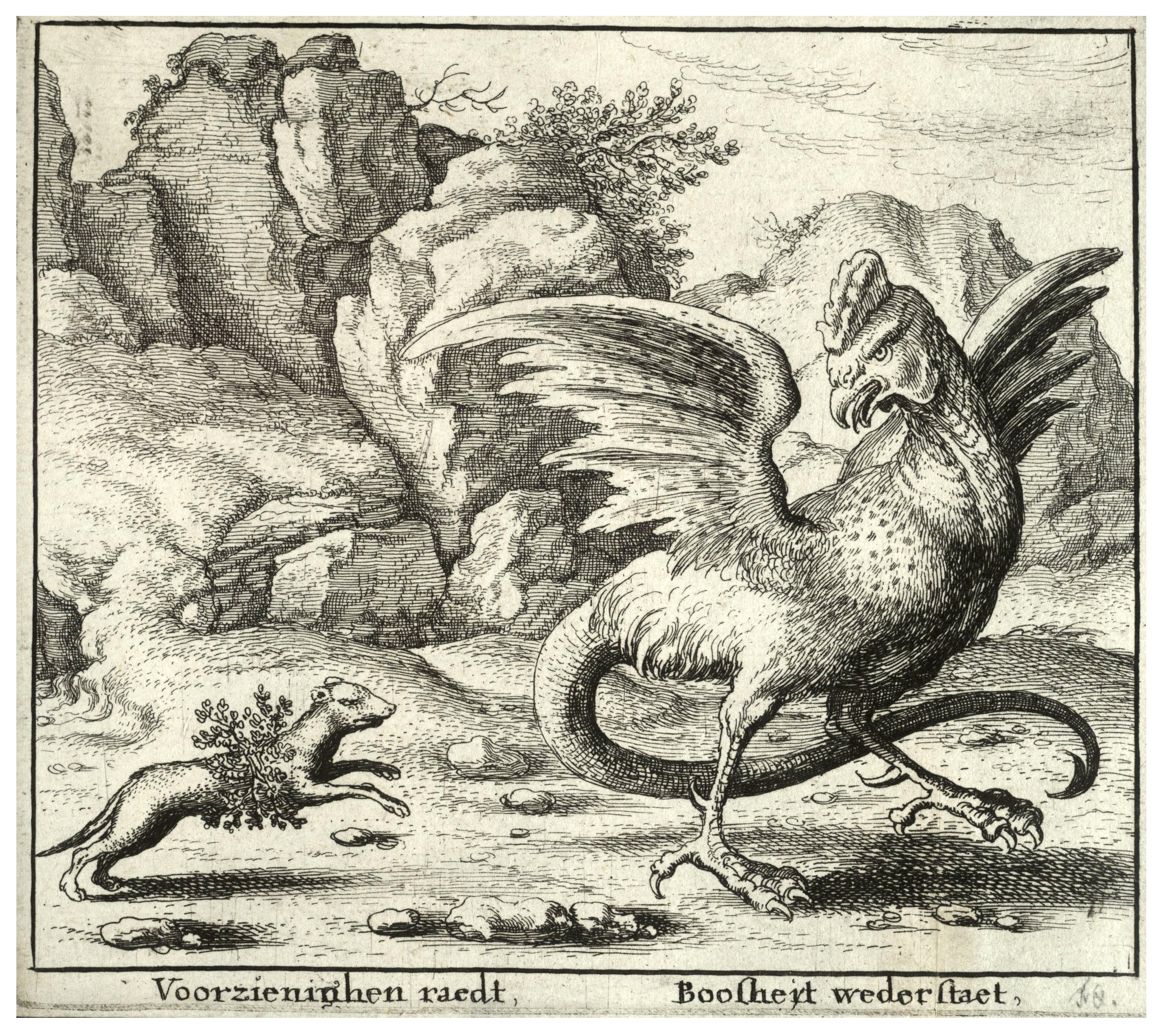
Grabado de una comadreja luchando con un basilisco, en forma de gallo con cola de reptil, del.

El basilisco, junto a muchos otros seres maravillosos, estaba plenamente integrado en el saber popular hasta bien entrado el siglo XVII.
El último naturalista que mezcla animales reales e imaginarios es Jan Johnston y su Historiae Naturalis.
En 1728, Feijoo negaba que un animal pudiera matar con la vista, lo que provocó gran polémica, que no terminó hasta que lo ordenó un cansado Fernando VI en 1750.
No obstante, el vulgo siguió creyendo en esta sierpe y en sus malignas propiedades durante al menos otro siglo más.
Durante el siglo XX podemos observar el uso de los bestiarios tradicionales en las corrientes de literatura fantástica influenciadas por Tolkien, como la saga de Harry Potter de J. K. Rowling, así como en el pulp, el cómic y la ilustración fantástica de autores como Frank Frazetta o Luis Royo.

## Variación del mito en otras culturas
En América, especialmente en el folclore del Cono Sur también se encuentra variantes del mito que igualmente son llamados basilisco. Es obvio que la denominación proviene de Europa, aunque en el caso de las variantes americanas del mito se dan elementos de síncresis con creencias aborígenes. Por ejemplo,
- En la mitología chilota destaca la creencia en el basilisco chilote, una criatura mitad gallo y mitad culebra que se caracteriza por beber la saliva, al cual sólo se puede matar quemándolo.
- En el folclore gaucho se creía que el basilisco era descrito como una especie de gusano gigante con un solo ojo que causaba la muerte con su mirada, y al cual sólo se podía matar haciéndole ver su «rostro» en un espejo u otra superficie reflectante.
- En el Nuevo Reino de Granada (hoy Colombia) se conoció con el nombre de buío o güío. Era parecido a una gran serpiente.[7]
- En Colombia, una criatura siniestra de características similares, que es comúnmente oída pero raramente vista es conocida como el «pollo malo» o el «pollo del diablo», una fábula común en muchos montes. Su canto anuncia la muerte y en general trae desgracias a quien tenga contacto con él.
- En El Salvador, se dice que las gallinas antes de morir ponen un último huevo pequeño y que si éste es incubado por un sapo o serpiente; nace el basilisco, y si la persona logra ver primero al basilisco a los ojos, éste muere. Pero si él mira primero a la persona, ésta muere.
- En la mitología paraguaya, el basilisco tiene la forma de una serpiente corta, con cuernos puntiagudos en su cabeza, menos de un metro de largo y con el grosor de un tronco. Vive en pantanos y esteros del Paraguay, no se le atribuye el título de protector de alguna otra especie de animal o plantas, es un mito de apariencia horrible que asusta a la gente. Algunos afirman que ver al Moñái a los ojos produce la muerte.
- Se dice que en la ciudad de Lima-Perú durante el gobierno del virrey Conde de Superunda, nació en la calle del Huevo (hoy avenida Tacna) un basilisco augurio del Tsunami que destruyó el Puerto del Callao y afectó de igual manera la ciudad de Lima.

## Basiliscos en el arte

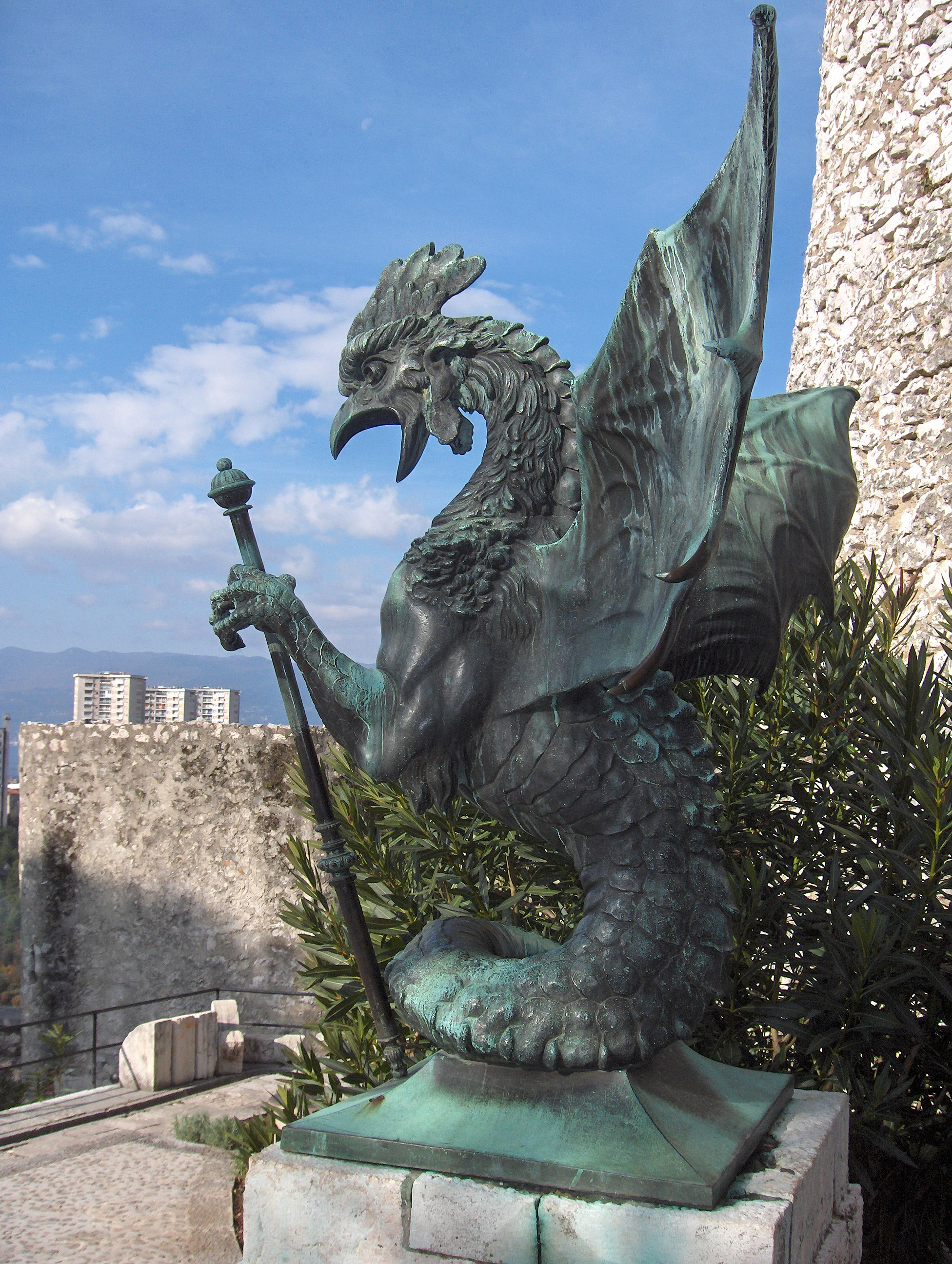
Estatua de un basilisco en el castillo de Trsat, Rijeka, Croacia.

### Basiliscos en la escultura
En la escultura, la figura del basilisco se usaba principalmente en los capiteles de las iglesias, puntualmente se puede encontrar en tallas de marfil y artes aplicadas.
Existen leyendas sobre esta figura mitológica que llevan a crear esculturas, por ejemplo, en Viena, se puede encontrar la figura en una fachada de la calle.

### Basiliscos en la literatura
Se hace una abundante mención del basilisco en todo tipo de autores castellanos en verso y prosa.
Durante el siglo de Oro, la literatura española aparece salpicada de referencias a la bestia, normalmente para compararla a la mirada de la amada. Lope de Vega, Quevedo y Cervantes usan a la criatura en sus textos.
Se describe como una serpiente que se cría en los desiertos de África y ahuyenta a las otras con su silbo y otros como una criatura que mata con la mirada. Francisco de Quevedo se burla de este como de otros mitos en un famoso romance:
Si esta vivo quien te vio / toda tu historia es mentira, / pues, si no murió, te ignora; / y, si murió, no lo afirma.
Siglo XX
En el libro 2 del personaje de historietas Inodoro Pereyra, del autor argentino Roberto Fontanarrosa, hay un duelo entre un basilisco y el protagonista, donde él mismo mata al basilisco haciendo reflejar su mirada, en un espejo de oftalmólogo colocado en su frente.
Aparece en Harry Potter y la cámara secreta de J.K. Rowling, así como su versión cinematográfica, donde el protagonista se enfrenta a uno.
Aparece descrito en El hijo de Neptuno de Rick Riordan, libro de la saga Los héroes del Olimpo, en los capítulos XXII a XXIV donde Frank un semidiós enfrenta a tres de ellos para salvar a sus amigos.
En el manga Saint Seiya, basilisco es uno de los 108 espectros del ejército de Hades.
En la película Basilisco, el rey de las serpientes, un grupo de libios se enfrentaron a uno en Cirenaica en el 112 d.c.